# おーい!チロリン村だよ
『おーい!チロリン村だよ』（おーい チロリンむらだよ）は、1966年2月7日から同年8月27日までフジテレビほかで放送されていた人形劇である。全30話。

## 概要
NHKの人形劇『チロリン村とくるみの木』と同じ人形を使って制作された続編。キャストも黒柳徹子や里見京子、島田多恵子など、同番組で担当していた人物が引き続き務めていた。引き続き人形操演を担当していた劇団やまいもは、本作担当を機に劇団ちろりんに改称した。

## 放送時間
いずれも日本標準時。
- 月曜 18:15 - 18:45 （1966年2月7日 - 1966年5月30日、第17話まで）
- 土曜 18:15 - 18:45 （1966年6月4日 - 1966年8月27日、第18話から）

## 主題歌
「おーい!チロリン村だよ」
作詞 - 恒松恭助 / 作曲 - 玉野良雄 / 歌 - 黒柳徹子、里見京子、島田多恵子

## 放送リスト
データは当時の朝日新聞縮刷版からの参考。
| 話数 | 放送日        | サブタイトル                   |
| ---- | ------------- | ------------------------------ |
| 1    | 1966年2月7日  | どうぞ、よろしく               |
| 2    | 1966年2月14日 | みなしごイタチ                 |
| 3    | 1966年2月21日 | 雪が降れば春が来る             |
| 4    | 1966年2月28日 | はらペンの巻                   |
| 5    | 1966年3月7日  | くさい奴は誰だ                 |
| 6    | 1966年3月14日 | さぁ大変だ！                   |
| 7    | 1966年3月21日 | プー子をとりもどせ             |
| 8    | 1966年3月28日 | みんななかよく                 |
| 9    | 1966年4月4日  | 村の学校も新学期               |
| 10   | 1966年4月11日 | トマトのたくらみ               |
| 11   | 1966年4月18日 | ないしょのひみつ               |
| 12   | 1966年4月25日 | みんなでがんばれエーンヤコラ！ |
| 13   | 1966年5月2日  | よいこの旗じるし               |
| 14   | 1966年5月9日  | スカンクガスパ                 |
| 15   | 1966年5月16日 | あの手 この手の村長選挙        |
| 16   | 1966年5月23日 | 誰が村長に？                   |
| 17   | 1966年5月30日 | ある晴れた日に                 |
| 18   | 1966年6月4日  | ブラックバット                 |
| 19   | 1966年6月11日 | こりゃまた、いちだいじ！       |
| 20   | 1966年6月18日 | ガンコ村長、がんばれ           |
| 21   | 1966年6月25日 | コン吉のおてがら               |
| 22   | 1966年7月2日  | タナバタさまは夢の星           |
| 23   | 1966年7月9日  | つゆあげピプピプ               |
| 24   | 1966年7月16日 | お盆が来れば夏休み             |
| 25   | 1966年7月23日 | （不明）                       |
| 26   | 1966年7月30日 | おみこしわっしょい！           |
| 27   | 1966年8月6日  | おバケのうわさ                 |
| 28   | 1966年8月13日 | たのしいキャンプ               |
| 29   | 1966年8月20日 | 手に手をとって                 |
| 30   | 1966年8月27日 | あなたの胸にいつまでも         |